# Васманнова мимикрия
Васманнова мимикрия (англ. Wasmannian mimicry) — разновидность миметического сходства, которое облегчает сожительство с видом-хозяином его видам-моделям — например, жукам (Coleoptera) и другим мирмекофилам муравьев (Hymenoptera: Formicidae). Данный вид мимикрии относится к случаям, когда вид-подражатель напоминает вид-модель, вместе с которым он проживает (инквилинизм) в гнезде или колонии. Большинство моделей являются общественными насекомыми, такими как муравьи, термиты, пчелы и осы.
Впервые была описана Эрихом Васманном — монахом-иезуитом и энтомологом, специализировавшимся на исследовании общественной жизни муравьёв и термитов, одним из «отцов-основателей» мирмекологии, автором описания 933 новых видов мирмекофилов, главным образом жесткокрылых.